# Campeonato Mundial de Taekwondo de 2009
El XIX Campeonato Mundial de Taekwondo se realizó en Copenhague (Dinamarca) entre el 14 y el 18 de octubre de 2009 bajo la organización de la Federación Mundial de Taekwondo (WTF) y la Federación Danesa de Taekwondo.
Las competiciones se efectuaron en la Ballerup Super Arena de la capital danesa.

## Medallistas

### Masculino
| Evento         | Oro                            | Plata                         | Bronce                                                   |
| -------------- | ------------------------------ | ----------------------------- | -------------------------------------------------------- |
| –54 kg (17.10) | Choi Yeon-Ho Corea del Sur     | Mahmud Haidari Afganistán     | Meisam Bagheri Irán Chutchawal Khawlaor Tailandia        |
| –58 kg (15.10) | Joel González Bonilla · España | Damián Villa Valadez · México | Mauro Crismanich Argentina Sayed Hasan Rezai Afganistán  |
| –63 kg (16.10) | Yeom Hyo-Seob Corea del Sur    | Reza Naderian Irán            | Javier Marrón Jiménez · España · Cem Uluğnuyan · Turquía |
| –68 kg (16.10) | Mohammad Bagheri Motamed Irán  | Idulio Islas Gómez · México   | Balla Dièye Senegal Servet Tazegül Turquía               |
| –74 kg (18.10) | Kim Joon-Tae Corea del Sur     | Maxime Potvin · Canadá        | Mark López · Estados Unidos · Mokdad Ounis · Alemania    |
| –80 kg (14.10) | Steven López Estados Unidos    | Nicolás García Hemme · España | Rəşəd Əhmədov · Azerbaiyán · Sébastien Michaud · Canadá  |
| –87 kg (17.10) | Bahri Tanrıkulu Turquía        | Carlo Molfetta · Italia       | Vanja Babić Serbia Yusef Karami Irán                     |
| +87 kg (14.10) | Daba Modibo Keïta Mali         | Nam Yun-Bae Corea del Sur     | Arman Shilmanov · Kazajistán · Hosein Tayik · Irán       |

### Femenino
| Evento         | Oro                             | Plata                            | Bronce                                                                 |
| -------------- | ------------------------------- | -------------------------------- | ---------------------------------------------------------------------- |
| –46 kg (17.10) | Park Hyo-Ji Corea del Sur       | Zoraida Santiago Puerto Rico     | Buttree Puedpong · Tailandia · Yvette Yong · Canadá                    |
| –49 kg (15.10) | Brigitte Yagüe Enrique · España | Anna Soboleva · Rusia            | Yasmina Aziez Francia Wu Jingyu China                                  |
| –53 kg (16.10) | Danielle Pelham Estados Unidos  | Sarita Phongsri Tailandia        | Euda María Carías Morales · Guatemala · Kwon Eun-Kyung · Corea del Sur |
| –57 kg (15.10) | Hou Yuzhuo China                | Veronica Calabrese · Italia      | Andrea Rica Taboada · España · Tseng Pei-Hua · China Taipéi            |
| –62 kg (18.10) | Lim Su-Jeong Corea del Sur      | Zhang Hua China                  | Estefanía Hernández García · España · Chonnapas Premwaew · Tailandia   |
| –67 kg (14.10) | Gwladys Épangue Francia         | Taimi Castellanos Estrada · Cuba | Nikolina Kursar · Noruega · Sandra Šarić · Croacia                     |
| –73 kg (17.10) | Han Yingying China              | Lee In-Jong Corea del Sur        | Furkan Aydın · Turquía · Anastasiya Baryshnikova · Rusia               |
| +73 kg (18.10) | Rosana Simón Álamo · España     | Liu Rui China                    | Jo Seol · Corea del Sur · Natália Falavigna · Brasil                   |

## Medallero
| Núm. | País           | Oro | Plata | Bronce | Total |
| ---- | -------------- | --- | ----- | ------ | ----- |
| 1    | Corea del Sur  | 5   | 2     | 2      | 9     |
| 2    | España         | 3   | 1     | 3      | 7     |
| 3    | China          | 2   | 2     | 1      | 5     |
| 4    | Estados Unidos | 2   | 0     | 1      | 3     |
| 5    | Irán           | 1   | 1     | 3      | 5     |
| 6    | Turquía        | 1   | 0     | 3      | 4     |
| 7    | Francia        | 1   | 0     | 1      | 2     |
| 8    | Mali           | 1   | 0     | 0      | 1     |
| 9    | Italia         | 0   | 2     | 0      | 2     |
| 9    | México         | 0   | 2     | 0      | 2     |
| 11   | Tailandia      | 0   | 1     | 3      | 4     |
| 12   | Canadá         | 0   | 1     | 2      | 3     |
| 13   | Afganistán     | 0   | 1     | 1      | 2     |
| 13   | Rusia          | 0   | 1     | 1      | 2     |
| 15   | Cuba           | 0   | 1     | 0      | 1     |
| 15   | Puerto Rico    | 0   | 1     | 0      | 1     |
| 17   | Alemania       | 0   | 0     | 1      | 1     |
| 17   | Argentina      | 0   | 0     | 1      | 1     |
| 17   | Azerbaiyán     | 0   | 0     | 1      | 1     |
| 17   | Brasil         | 0   | 0     | 1      | 1     |
| 17   | China Taipéi   | 0   | 0     | 1      | 1     |
| 17   | Croacia        | 0   | 0     | 1      | 1     |
| 17   | Guatemala      | 0   | 0     | 1      | 1     |
| 17   | Kazajistán     | 0   | 0     | 1      | 1     |
| 17   | Noruega        | 0   | 0     | 1      | 1     |
| 17   | Senegal        | 0   | 0     | 1      | 1     |
| 17   | Serbia         | 0   | 0     | 1      | 1     |
|      | TOTAL          | 16  | 16    | 32     | 64    |